# Anneau épiscopal

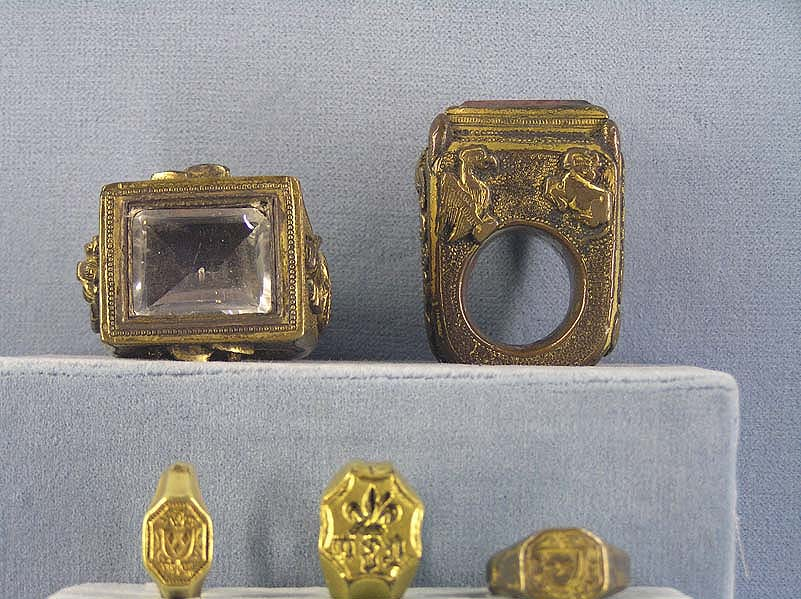
Anneaux épiscopaux d'évêques et archevêques, Musée de Cluny, Paris.

Du latin annellus (chaînon, bague) ou annulus (bague), diminutifs de annus (cercle, circonférence, année, âge, ère), l'anneau épiscopal ou anneau pastoral est une bague ecclésiastique, l'un des signes distinctifs de la charge épiscopale catholique. Porté à l'annulaire droit en toutes circonstances, au chœur comme à la ville, il est avec la croix pectorale l'un des attributs épiscopaux les plus visibles. 

## Signification
Remis au nouvel évêque catholique par son consécrateur principal au cours de sa consécration épiscopale, l'anneau épiscopal signifie « la fidélité de l'évêque à l'Église », de même que « la fidélité de Dieu à son peuple ». L'anneau rappelle aussi que l'évêque est « tête, pasteur, époux et docteur de l'Église » qui vit sur le territoire de son diocèse.
La liturgie chrétienne précise le rôle de l'anneau dans la relation évêque-diocèse : « prends cet anneau, le sceau de ta fidélité ; protège avec foi et amour l'Épouse de Dieu, Sa Sainte Église ». Dans le contexte de la diffusion de l'évangile par les apôtres, les anneaux qu'ils portent symbolisent une chaîne qui les unit. Lorsqu'un fidèle rencontre un évêque, il est convenu de se courber pour baiser son anneau épiscopal, un signe de révérence envers la foi véhiculée par la symbolique de l'anneau,.
Le Cérémonial des évêques de 1984 indique que l'anneau pastoral — que « l'évêque portera toujours » — est « signe de fidélité et d'union avec l'Église ». 

## Depuis le Concile œcuménique Vatican II (1962-1965)
Jusqu'au Concile œcuménique Vatican II (1962-1965), les anneaux épiscopaux étaient souvent ornés de pierres précieuses, principalement le saphir, l'émeraude ou plus souvent l'améthyste. De nos jours, si cet usage perdure - selon les pays, les cultures et les sensibilités - , nombre d'évêques catholiques portent des anneaux simples, d'argent ou d'or, sans pierre, généralement agrémentés d'un symbole chrétien : croix, Jésus-Christ, chrisme, colombe, apôtres ; voire de leurs armes épiscopales personnelles.
En la matière, le pape Paul VI (1963-1978) ouvrit la voie, tout en montrant l'exemple. Le 6 décembre 1965, avant-veille de la clôture du concile Vatican II, il offrit à tous les Pères conciliaires un anneau d'or, simple, sans pierre, en signe de Communion entre l'Évêque de Rome et tous les évêques du Monde. À l'avers (face), cet « anneau conciliaire » ou « anneau du Concile » portait trois niches surmontées d'une croix : la niche centrale étant occupée par Jésus, le Christ ; celle de gauche par l'apôtre Pierre ; celle de droite par l'apôtre Paul. Au revers étaient gravées les armes pontificales du pape Montini. Paul VI lui-même abandonna alors son anneau papal précieux pour cet « anneau du Concile » qu'il porta jusqu'à la fin de son pontificat (1963-1978).
En octobre 2005, lors du recueil du Synode des évêques, le pape Benoît XVI distribue un anneau épiscopal à tous les évêques présents. Un pélican et les armoiries de Benoît XVI sont gravés sur l'anneau.

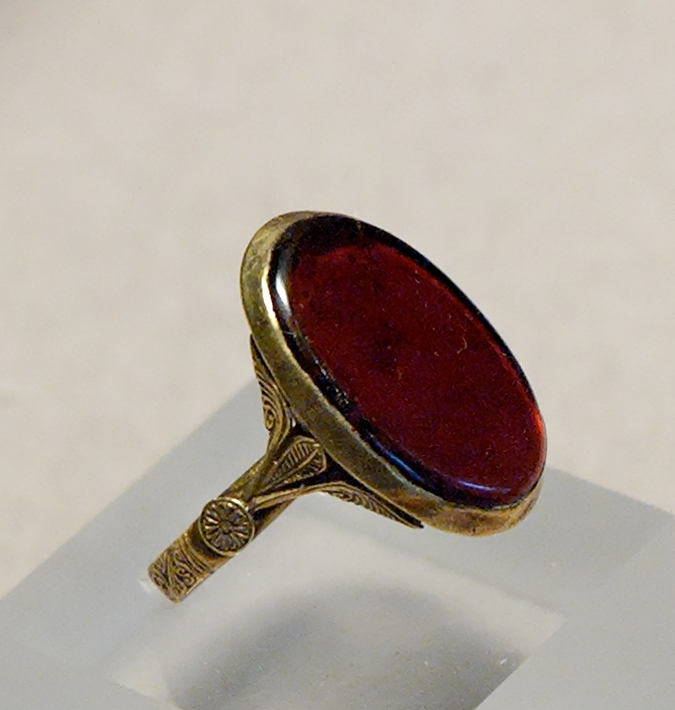
Anneau épiscopal qui proviendrait de la tombe de Maurice de Sully (1160-1196) à Saint-Victor, Paris.
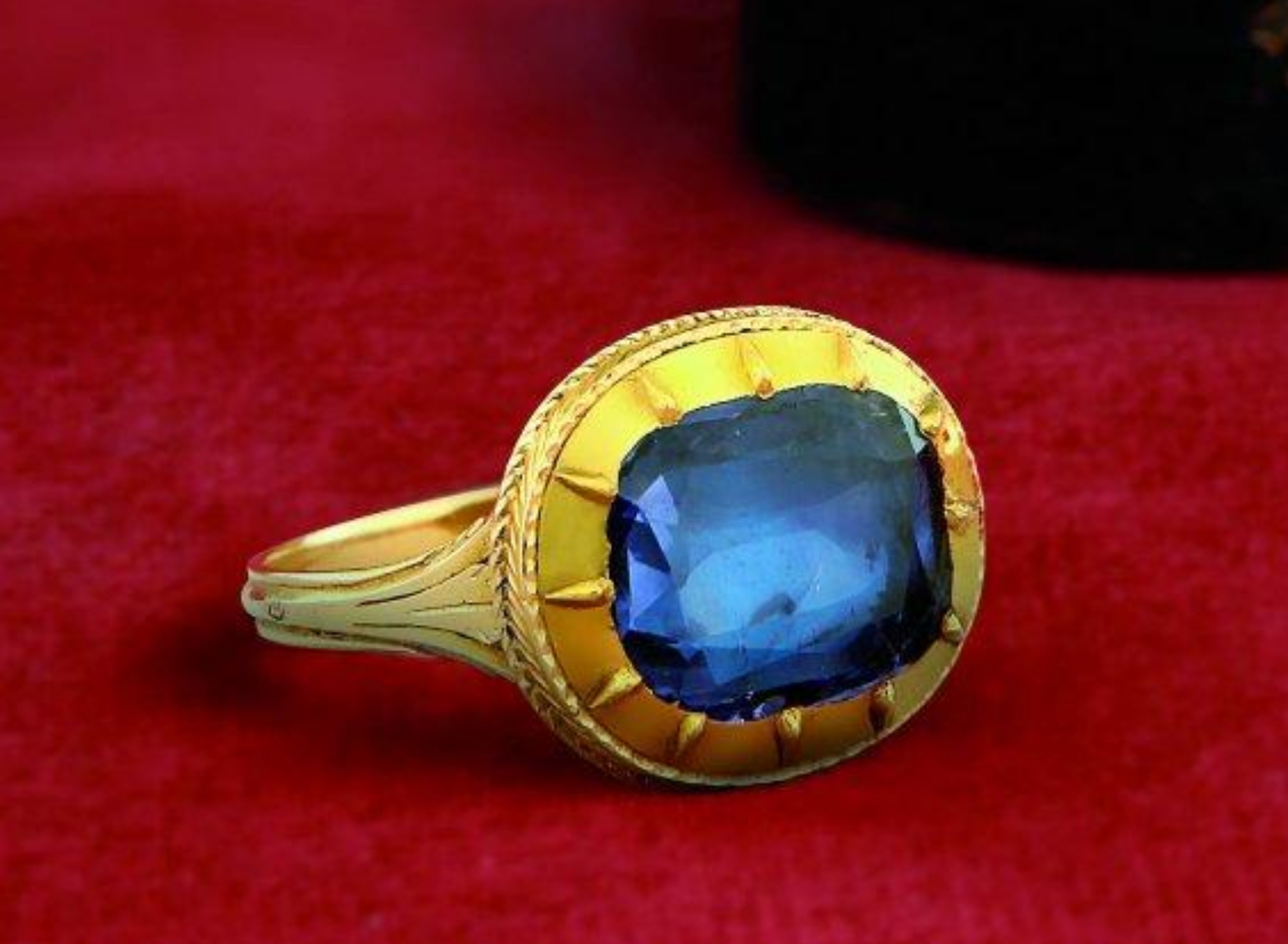
Anneau cardinalice aux armes de Léon XII, vue du chaton serti d'un saphir. MO Domenico Arcieri, Rome vers 1825
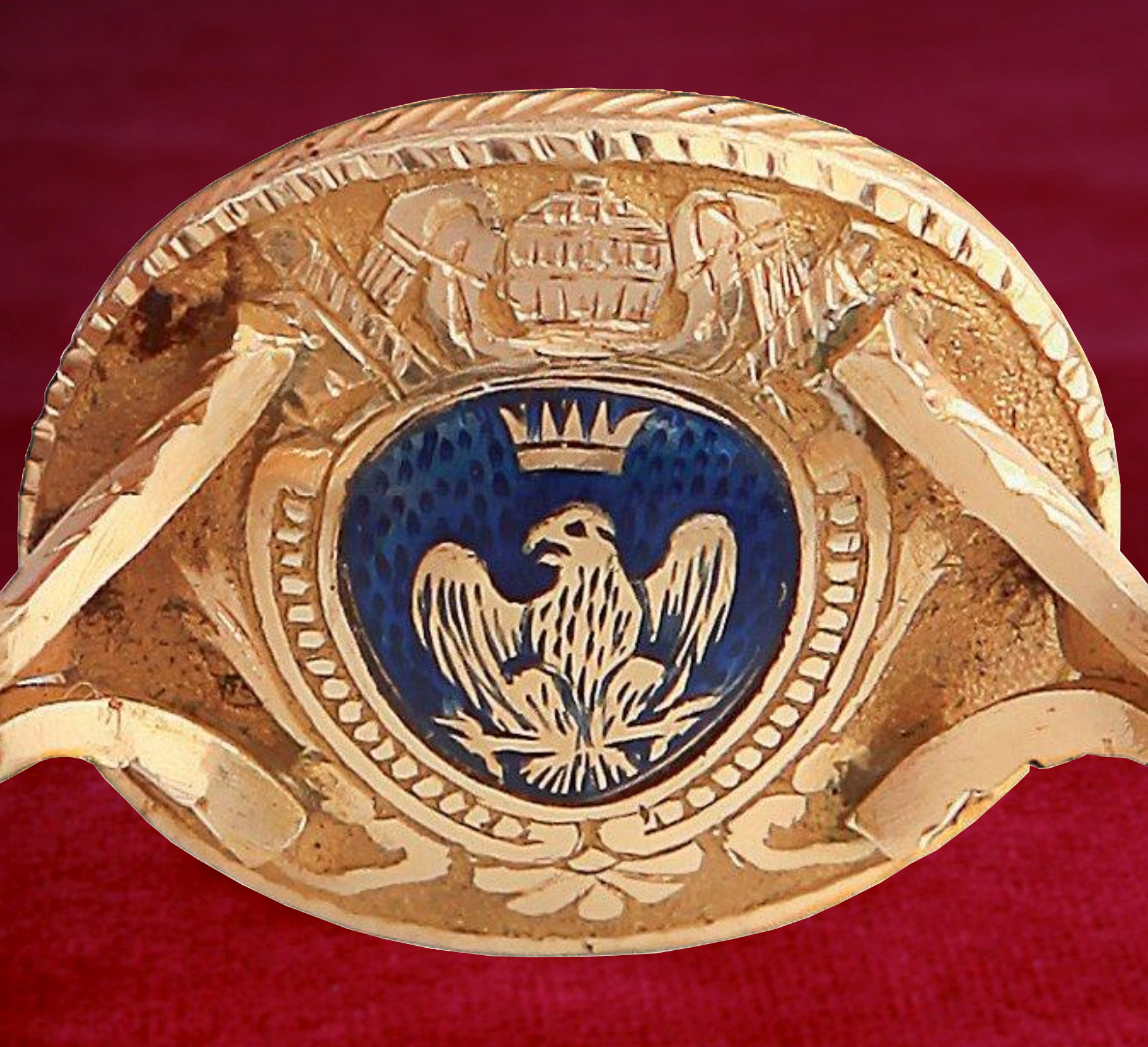
Anneau cardinalice aux armes de Léon XII, vue du revers du chaton gravé aux armes de Léon XII. MO Domenico Arcieri, Rome vers 1825
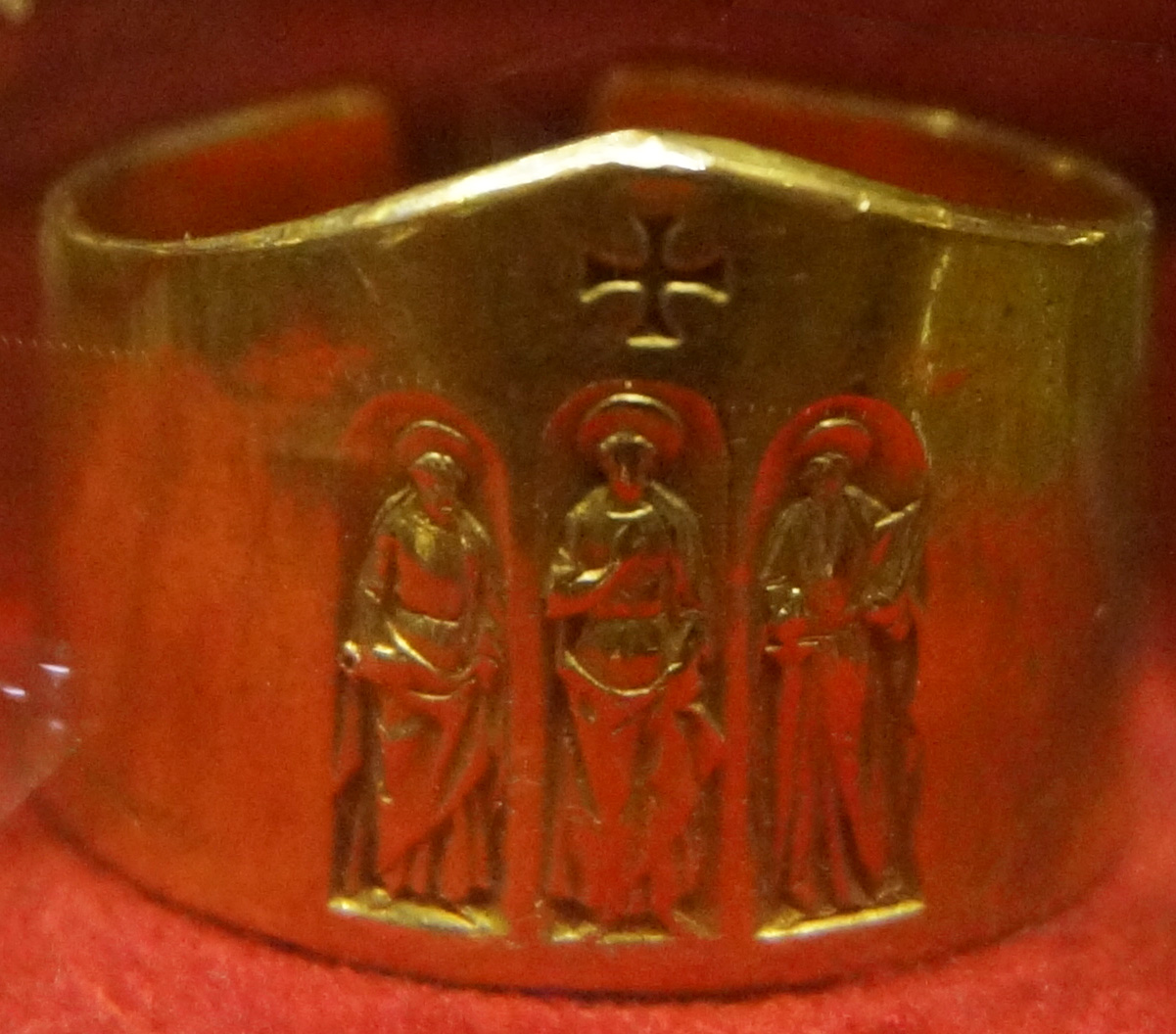
Anneau du Concile Vatican II (Vermeil).
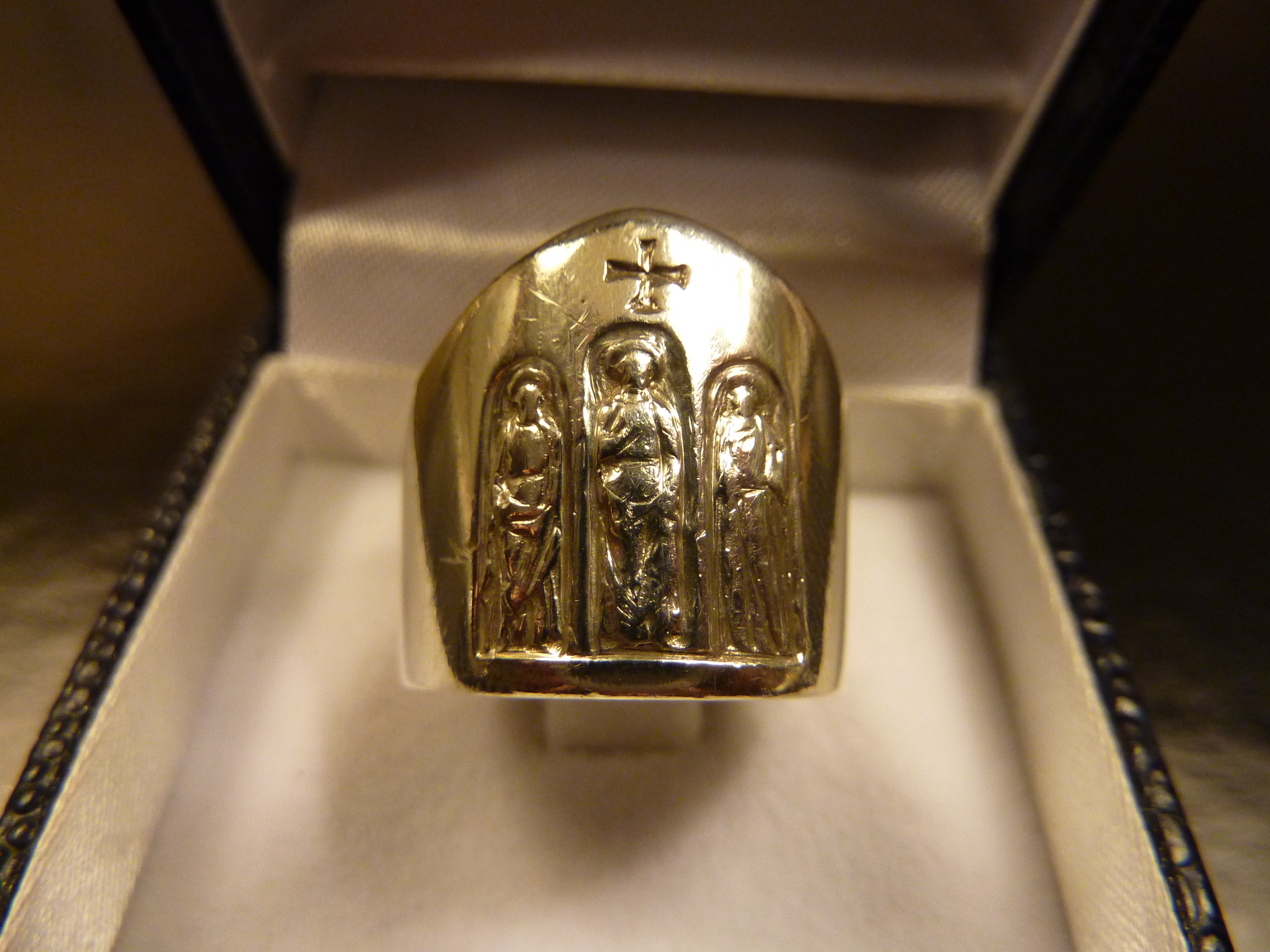
Anneau du Concile Vatican II (Argent).
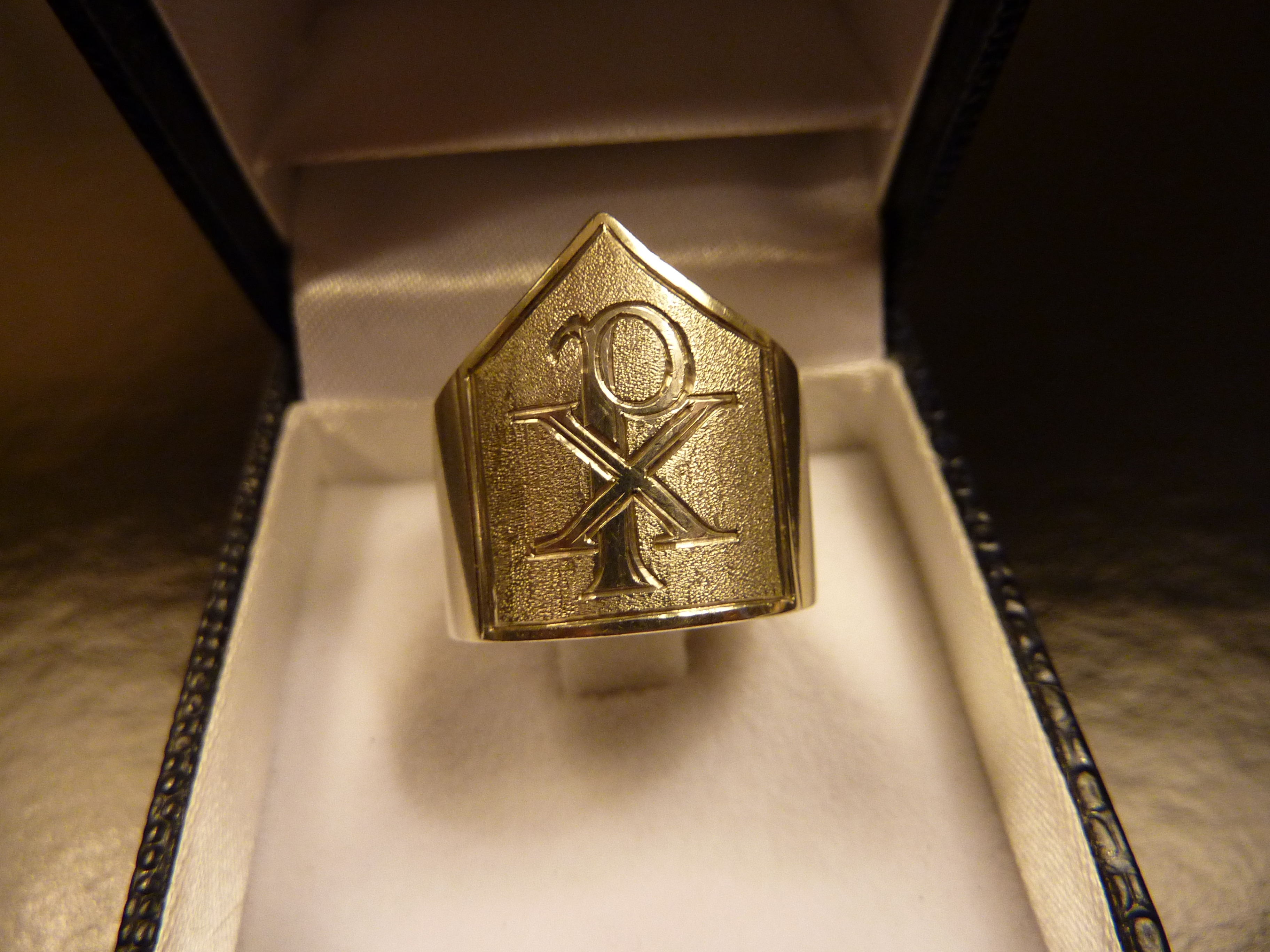
Anneau épiscopal portant le Chrisme (Argent).
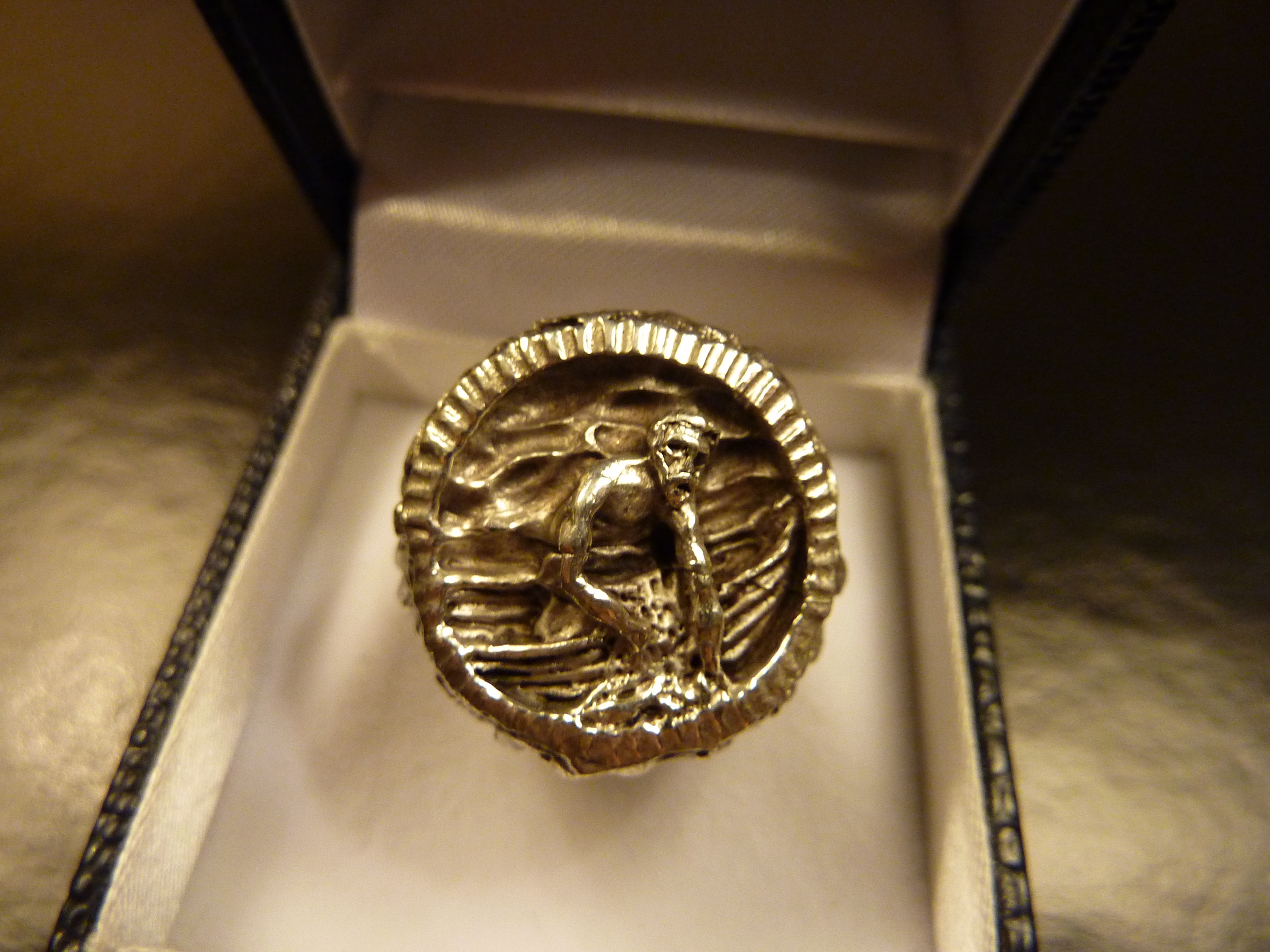
Anneau épiscopal portant un Pêcheur (Argent).